# Christoph Stegemann
Christoph Stegemann (* 19. Dezember vor 1986) ist ein deutscher Opern- und Konzertsänger (Bass).

## Leben
Stegemann begann sein Musikstudium im Jahre 1986 an der Musikhochschule Münster und ergänzte es ab 1987 durch ein begleitendes Gesangsstudium. Während des Studiums trat er bei Liederabenden und Oratorien als Solist in Erscheinung und sammelte erste Erfahrungen im Konzertfach.
Zwischen 1995 und 2008 war er an den VSB Krefeld – Mönchengladbach, am Stadttheater Pforzheim, am Theater Dortmund und an den Wuppertaler Bühnen engagiert. Ab Mai 2004 betrieb er mit Károly Szilágyi stimmliche Weiterbildung und studierte mit ihm neue Partien ein.
Seit 2008 ist Stegemann freiberuflich tätig, absolviert Gastspiele im In- und Ausland und wirkt bei Fernseh- und Rundfunkeinspielungen mit. Diese freiberufliche Tätigkeit wurde zwischen August 2010 und Juli 2013 durch ein Engagement am Opernhaus Halle kurzzeitig unterbrochen.

## Auszeichnungen
- 2004: Bester Nachwuchssänger in Nordrhein-Westfalen in der Rolle des Osmin in Die Entführung aus dem Serail von Wolfgang Amadeus Mozart.

## Repertoire (Auswahl)
- Osmin in „Die Entführung aus dem Serail“ von Wolfgang Amadeus Mozart
- Sarastro in „Die Zauberflöte“ von Wolfgang Amadeus Mozart
- Hunding in „Die Walküre“ und Hagen in „Götterdämmerung“ aus der Tetralogie Der Ring des Nibelungen von Richard Wagner
- Landgraf Hermann von Thüringen in „Tannhäuser und der Sängerkrieg auf Wartburg“ von Richard Wagner
- Zweiter Ältester in „Susanna“ (HWV 66) von Georg Friedrich Händel
- Sparafucile in „Rigoletto“ von Giuseppe Verdi
- Schigolch in „Lulu“ von Alban Berg
- Alfred P. Doolittle in „My Fair Lady“ von Frederick Loewe
- Kaiphas in „Jesus Christ Superstar“ von Andrew Lloyd Webber
- „Messa da Requiem“ von Giuseppe Verdi
- „Winterreise“ op. 89, D 911 von Franz Schubert